# シンツェルの定理
数の幾何学においてシンツェルの定理（シンツェルのていり、英: Schinzel's theorem）は、平面上の円と格子点に関する定理である。
定理 ― ユークリッド平面において、任意の正整数nに対して、ちょうどnつの格子点を通るような円が存在する。
アンジェイ・シンツェルによって証明され、その功績を称えて名づけられた。

## 証明

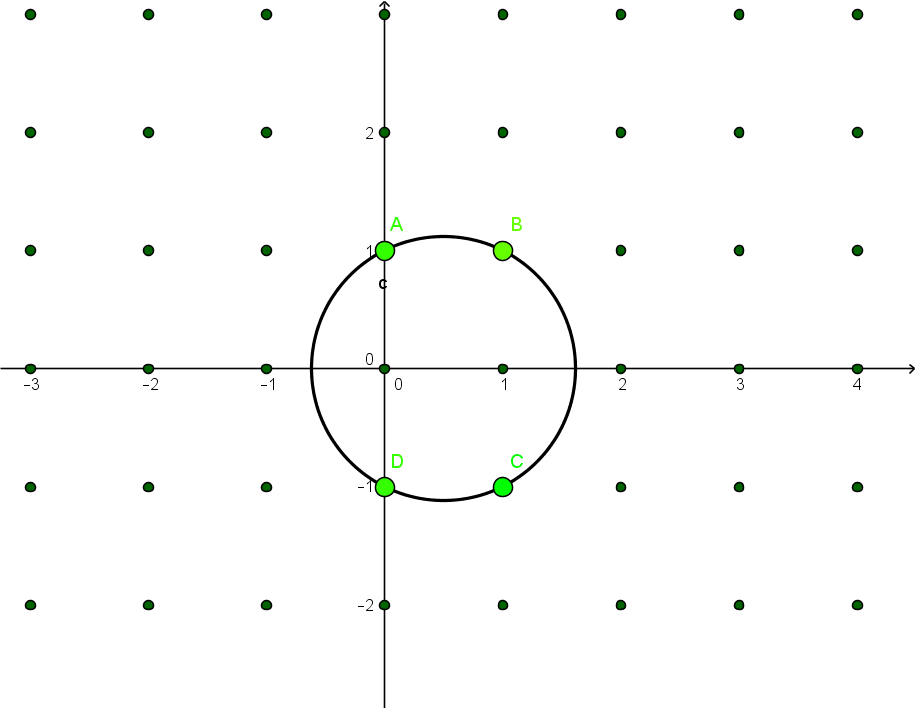
シンツェルの構成によって与えられた、ちょうど4点を通る円

シンツェルは次の方法によって円を構成し、定理を証明した。nが偶数つまり整数kを用いてn = 2kと表せるとき、次の方程式で表される円は、ちょうどnつの格子点を通る。{\displaystyle \left(x-{\frac {1}{2}}\right)^{2}+y^{2}={\frac {1}{4}}5^{k-1}.}半径は5k - 1/2/2で中心は(1/2, 0)。例えば、k = 2としたとき、半径は√5/2で、格子点を4点のみ通る。
両辺に4をかけて式を変形すると、{\displaystyle \left(2x-1\right)^{2}+(2y)^{2}=5^{k-1}.}ここで5k - 1は奇数と偶数の2整数の平方和である。5k - 1を2つの整数の自乗の和として表す方法は、ちょうど2k通りあることが知られている。例えばk = 2ならば、51 = (± 1)2 + (± 2)2であるので、通る格子点は(± 1, ± 2)（複号任意）に対応する4点となる。
nが奇数、つまり整数kを用いてn = 2k + 1と表されるときは、次の方程式で表される円がただn個の格子点を通る。{\displaystyle \left(x-{\frac {1}{3}}\right)^{2}+y^{2}={\frac {1}{9}}5^{2k}.}半径は5k/3で、中心は(1/3, 0)。

## 性質
シンツェルの方法によって構成された円は、必ずしも条件を満たす最小の円であるとは限らない。しかし、明白に方程式を示すことができるという点で有用である。